# کریستینا شولین
کریستینا شولین (انگلیسی: Christina Schollin؛ زادهٔ ۲۶ دسامبر ۱۹۳۷) هنرپیشه اهل سوئد است. از فیلم‌هایی که وی در آن نقش داشته‌است، می‌توان به فانی و الکساندر و رستگاران اشاره کرد.